# 傑里·聖賈斯特
杰里迈亚·伊斯拉埃尔·“杰里”·聖賈斯特（荷蘭語：Jeremiah Israël "Jerry" St. Juste；1996年10月19日—），荷蘭足球運動員，司職中後衛，現效力葡萄牙足球超级联赛球會士砵亭。

## 俱樂部生涯
1996年10月19日出生於荷蘭格羅寧根，他出自海倫芬青訓， 14/15賽季就被選入一線隊。並在2015年1月24日替補完成荷甲首秀。
2015/16賽季就成為海倫芬後防重要球員，單賽季首發出場31次。
2017/18賽季，聖賈斯特以450萬歐元轉會飛燕諾並簽約四年。但在2018年2月，他因傷賽季報銷。2019年3月，他又因傷缺席一個月。直到上輪對陣阿爾克馬爾才替補回歸。
德甲球隊美因茨官方宣佈簽下飛燕諾的中後衛聖賈斯特，簽約4年。

## 外部連結
- worldfootball.net：傑里·聖賈斯特之統計數據 （英文）